# Адекамбі Олюфаде
Адекамбі Олюфаде (фр. Adékambi Olufadé, нар. 7 січня 1980, Ломе, Того) — тоголезький футболіст, що грав на позиції нападника.
Виступав, зокрема, за клуби «Гент», «Шарлеруа», а також національну збірну Того.

## Клубна кар'єра
Народився 7 січня 1980 року в місті Ломе. Вихованець юнацької команди футбольного клубу «Динамік Тоголез».
У дорослому футболі дебютував 1999 року виступами за команду гвінейського клубу «Сателіт», в якій провів один сезон.
Згодом з 2000 по 2006 рік грав у складі команд клубів «Локерен», «Лілль», «Ніцца», «Шарлеруа» та «Аль-Сайлія».
Своєю грою за останню команду привернув увагу представників тренерського штабу клубу «Гент», до складу якого приєднався 2006 року. Відіграв за команду з Гента наступні чотири сезони своєї ігрової кар'єри. У складі «Гента» був одним з головних бомбардирів команди, маючи середню результативність на рівні 0,47 голу за гру першості.
Завершив професійну ігрову кар'єру у клубі «Шарлеруа», у складі якого вже виступав раніше. Прийшов до команди 2010 року, захищав її кольори до припинення виступів на професійному рівні у 2011.

## Виступи за збірну
1997 року дебютував в офіційних матчах у складі національної збірної Того. Протягом кар'єри у національній команді, яка тривала 14 років, провів у формі головної команди країни лише 38 матчів, забивши 10 голів.
У складі збірної був учасником Кубка африканських націй 2002 року у Малі, Кубка африканських націй 2006 року в Єгипті та чемпіонату світу 2006 року у Німеччині.